# Ekoton
Ekotón je območje na meji med dvema ali več različnimi ekosistemi, ki je lahko razmeroma dolgo, a je ožje od stikajočih se ekosistemov. Značilnost ekotona je posebna vrstna sestava organizmov ter posebne lastnosti biotopa; tu so zastopane vrste iz obeh stikajočih se ekosistemov, poleg njih pa še take, ki so specifične za razmere na meji. Temu pojavu pravimo robni učinek.
Ekotoni se pojavljajo na vseh ravneh, od mikroskopske navzgor, hierarhično pa od ravni osebka do ravni bioma. Tudi hitrost spreminjanja je odvisna od ravni; na letni ravni se lokalni ekotoni spreminjajo zaradi menjave letnih časov, poplavljanja rek ipd., na ravni 100 let zaradi dinamike rečnih sistemov, klimatske spremembe pa spreminjajo ekotone na meji biomov v časovnem okviru 10.000 let in več. Pomemben dejavnik v dinamiki ekotonov je tudi človeška aktivnost.
Dojemanje ekotona v ekologiji je odvisno od vprašanja, ki si ga raziskovalec zastavi. Ekotoni na ravni nekaj kvadratnih centimetrov velikih zaplat rastlinja so pomembni, če preučuje slabo mobilno talno žuželko, na velikega sesalca pa nimajo vpliva. Pojem je bil uveden v začetku 20. stoletja in je označeval preprosto mejo, od druge polovice 20. stoletja pa so deležni precejšnje pozornosti, saj se je izkazalo, da so pomemben dejavnik prostorske razporeditve organizmov.